# Bogusława Hubisz-Sielska
Bogusława Zofia Hubisz-Sielska (ur. 1954) – polska altowiolistka, profesor sztuki, długoletni pedagog Akademii Muzycznej w Krakowie.

## Życiorys
Studiowała w krakowskiej Państwowej Wyższej Szkole Muzycznej, następnie ukończyła uzupełniające studia u Stefana Kamasy w Warszawie, a także w Monachium u Kim Kashkashian. 7 listopada 2012 obroniła pracę doktorską, a 15 grudnia 2015 habilitowała się na podstawie oceny dorobku naukowego i pracy zatytułowanej Prawykonania i transkrypcje klasyki XX wieku. W 2021 otrzymała tytuł profesora w dziedzinie sztuki. Prowadzi klasę altówki w Akademii Muzycznej w Krakowie.
Od 2002 roku jest również Koordynatorem Głównym Konserwatorium Krakowskiego im. Witolda Lutosławskiego.
Obok działalności pedagogicznej prowadzi też działalność koncertową i edytorską. Zasiada w jury konkursów krajowych i zagranicznych.

## Odznaczenia
- Medal Komisji Edukacji Narodowej (2017)[2]
- Brązowy Medal „Zasłużony Kulturze Gloria Artis” (2020)[5]
- Srebrny Krzyż Zasługi (2020)[6]